# Pimpinella tagawai
Pimpinella tagawai är en flockblommig växtart som beskrevs av Minosuke Hiroe. Pimpinella tagawai ingår i släktet bockrötter, och familjen flockblommiga växter. Inga underarter finns listade i Catalogue of Life.